# 양자리 에타
양자리 에타(η Ari)는 북반구 하늘의 양자리 방향에 위치한 항성이다. 겉보기 등급은 5.231로 기상상태가 좋으면 맨눈으로 볼 수 있다. 에타별의 연주시차는 34.64 밀리초각으로 여기서 구한 에타까지의 거리는 약 94.2 광년이다.
에타별은 F형 주계열성으로 중심핵에서 수소를 태우는 단계에 있다. 예상 나이는 약 26억 년으로 태양보다 젊다. 에타의 외층 대기 유효 온도는 6380 켈빈으로 외관은 황백색으로 빛나는 것처럼 보인다. HARPS 관측기구로 이 별의 시선속도를 측정하였으나 동반천체는 없었다. 스피처 우주 망원경으로 관측한 결과 이 별 주위에는 적외선 초과 현상이 감지되지 않았으며 여기에서 항성 주위에 먼지 원반은 없음을 알 수 있다.